# Мухаммаджан Халики
Мухаммаджа́н Халики́ (узб. Muhammadjon Xoliqiy; 1890—1938) — узбекский и советский просветитель, педагог и журналист, один из лидеров движения джадидистов в Коканде.
Родился в 1890 году в Коканде, сначала учился в одном из медресе Коканда, далее продолжил обучение в медресе Бухары. В Бухаре познакомился с идеями джадидизма, познакомился с известными джадидистами. В 1910 году вернулся из Бухары в Коканд и открыл новометодную джадидистскую школу — одну из первых подобных школ в Коканде. Написал несколько учебников. С 1913 года регулярно писал статьи для джадидистских газет и журналов. Одним из его знаменитых статей является статья «Туркий алифбо» (Тюркский алфавит) 1916 года. Написал трактат «Джумхурият нима?» (Что такое республика?) в 1917 году. Помимо узбекского языка, владел персидским и арабским языками.
В 1917 году стал главным секретарём джадидистской образовательно-просветительской организации «Таълими маориф», которая базировалась в Коканде. Поддерживал Туркестанскую автономию. В 1918—1926 годах работал в кокандском образовательном техникуме учителем по правописанию, узбекскому языку и литературе. Одним из знаменитых учеников Халики является Абдулла Каххар. До 1928 года одновременно работал учителем в кокандской школе № 11.
В 1929 году в ходе первой волны сталинских репрессий был арестован и обвинён в национализме, находился в заключении до 1930 года. Второй раз был арестован НКВД в 1937 году в ходе пика Сталинских репрессий также по сфабрикованному делу, обвинён в национализме и антисоветской и контрреволюционной деятельности. Умер 18 августа 1938 года в 48-летнем возрасте, находясь в заключении в Бухарской области.